# 宮代大聖
宮代 大聖（みやしろ たいせい、2000年5月26日 - ）は、東京都港区出身のプロサッカー選手。Jリーグ・ヴィッセル神戸所属。ポジションはフォワード、ミッドフィールダー。日本代表。

## 略歴

### 川崎フロンターレ
川崎フロンターレの下部組織では中学3年生時から飛び級でU-18世代でプレー。2018年4月、川崎フロンターレとプロ契約を結び、トップチームに2種登録選手として選手登録。高校3年生時にプロ契約するのはクラブ史上初。
2019年7月16日、レノファ山口FCへ期限付き移籍。9月28日、第34節のアビスパ福岡戦でJリーグ初ゴールを決めた。シーズン終了後に川崎に復帰。
2020年9月2日、ルヴァンカップ準々決勝のヴィッセル神戸戦で川崎で初得点。9月9日、第15節のヴィッセル神戸戦で途中出場からJ1初得点。
2021年1月、徳島ヴォルティスに期限付き移籍で加入。3月21日、第6節・横浜FC戦でレンタル後初ゴールでもある決勝点を決め、チームのJ1ホーム初勝利に貢献した。クラブはJ2に降格してしまったものの、リーグ戦32試合に出場しチーム2番目の7得点を記録した。
2022年1月、サガン鳥栖に期限付き移籍で加入。リーグ戦22試合に出場し、チームトップの8得点を記録した。
2022年12月20日、鳥栖への期限付き移籍を終え、2023シーズン川崎に復帰することを発表した。2年ぶりの復帰となる。川崎では主に1トップや左ウイングで起用され、リーグ戦30試合出場8得点を記録した。

### ヴィッセル神戸
2024年1月6日、アカデミーから14年間所属していた川崎を離れ、ヴィッセル神戸に完全移籍することが決まった。背番号は「9」。神戸では主に左インサイドハーフや左ウイングで起用され、セカンドストライカーとしてプレー。11月1日の第35節・ジュビロ磐田戦で自身初のリーグ戦2桁得点を記録し、最終的にリーグ戦32試合出場11得点を記録した。2024年の天皇杯では決勝戦にて決勝ゴールを決め、優勝に貢献した。シーズン終了後には自身初のJリーグ優秀選手賞に選出された。

### 代表
2017年にはFIFA U-17ワールドカップにも出場し、2得点を挙げる。
2018年にはAFC U-19選手権に選出。10月19日、第2戦のU-19戦では2試合連続得点を決めてグループリーグ突破に貢献した。2019年のFIFA U-20ワールドカップのメンバーに選出。5月26日、第2戦のU-20メキシコ戦では自身の誕生日に2得点を決める活躍を見せた。U-17、U-20、どちらのワールドカップで得点も取るのは中田英寿、高原直泰に続き、史上3人目となる。
2025年7月、EAFF E-1サッカー選手権2025決勝大会に臨む日本代表（A代表）に初選出された。

## 特徴
- 自分で局面を変えていくタイプではなく「使われてナンボ」のアタッカー[17]。1トップのほか、トップ下、サイドMF、ウイングなどのポジションでも多く起用されている[1][18]。

## 人物
- 神戸移籍後のゴールパフォーマンスは呪術廻戦に登場する領域展開のひとつである「伏魔御廚子」[19]。

## 所属クラブ
- カナールキッカーズ（港区立白金小学校）
- 渋谷東部JFC（港区立白金小学校）
- 川崎フロンターレU-12（港区立白金小学校）
- 川崎フロンターレU-15（港区立高陵中学校）
- 川崎フロンターレU-18（日出高等学校）
  - 2018年4月 - 同年12月 川崎フロンターレ（2種登録選手）
- 2018年4月 - 2023年 川崎フロンターレ
  - 2019年7月 - 同年12月 レノファ山口FC（期限付き移籍）
  - 2021年 徳島ヴォルティス（期限付き移籍）
  - 2022年 サガン鳥栖（期限付き移籍）
- 2024年 - ヴィッセル神戸

## 個人成績
| 国内大会個人成績 | 国内大会個人成績 | 国内大会個人成績 | 国内大会個人成績 | 国内大会個人成績 | 国内大会個人成績 | 国内大会個人成績 | 国内大会個人成績 | 国内大会個人成績 | 国内大会個人成績 | 国内大会個人成績 | 国内大会個人成績 |
| 年度             | クラブ           | 背番号           | リーグ           | リーグ戦         | リーグ戦         | リーグ杯         | リーグ杯         | オープン杯       | オープン杯       | 期間通算         | 期間通算         |
| 年度             | クラブ           | 背番号           | リーグ           | 出場             | 得点             | 出場             | 得点             | 出場             | 得点             | 出場             | 得点             |
| 日本             | 日本             | 日本             | 日本             | リーグ戦         | リーグ戦         | リーグ杯         | リーグ杯         | 天皇杯           | 天皇杯           | 期間通算         | 期間通算         |
| ---------------- | ---------------- | ---------------- | ---------------- | ---------------- | ---------------- | ---------------- | ---------------- | ---------------- | ---------------- | ---------------- | ---------------- |
| 2018             | 川崎             | 33               | J1               | 0                | 0                | 0                | 0                | 0                | 0                | 0                | 0                |
| 2019             | 川崎             | 30               | J1               | 0                | 0                | 0                | 0                | 0                | 0                | 0                | 0                |
| 2019             | 山口             | 38               | J2               | 19               | 2                | -                | -                | 1                | 0                | 20               | 2                |
| 2020             | 川崎             | 20               | J1               | 16               | 1                | 5                | 1                | 0                | 0                | 21               | 2                |
| 2021             | 徳島             | 11               | J1               | 32               | 7                | 2                | 0                | 2                | 0                | 36               | 7                |
| 2022             | 鳥栖             | 11               | J1               | 22               | 8                | 2                | 0                | 2                | 2                | 26               | 10               |
| 2023             | 川崎             | 33               | J1               | 30               | 8                | 5                | 1                | 5                | 2                | 40               | 11               |
| 2024             | 神戸             | 9                | J1               | 32               | 11               | 2                | 0                | 5                | 3                | 45               | 18               |
| 通算             | 日本             | 日本             | J1               | 100              | 35               | 14               | 2                | 9                | 4                | 123              | 30               |
| 通算             | 日本             | 日本             | J2               | 19               | 2                | -                | -                | 1                | 0                | 20               | 2                |
| 総通算           | 総通算           | 総通算           | 総通算           | 119              | 37               | 16               | 2                | 15               | 7                | 188              | 50               |

| 国際大会個人成績 | 国際大会個人成績 | 国際大会個人成績 | 国際大会個人成績 | 国際大会個人成績 |
| 年度             | クラブ           | 背番号           | 出場             | 得点             |
| AFC              | AFC              | AFC              | ACL              | ACL              |
| ---------------- | ---------------- | ---------------- | ---------------- | ---------------- |
| 2019             | 川崎             | 30               | 0                | 0                |
| 2023/24          | 川崎             | 33               | 5                | 1                |
| 2024-25          | 神戸             | 9                | 6                | 3                |
| 通算             | AFC              | AFC              | 11               | 4                |

- Jリーグ初出場 - 2019年7月20日 J2第23節・アルビレックス新潟戦（維新みらいふスタジアム）
- Jリーグ初得点 - 2019年9月28日 J2第34節・アビスパ福岡戦（維新みらいふスタジアム）

## タイトル

### クラブ
川崎フロンターレ
- J1リーグ：1回（2020年）
- 天皇杯 JFA 全日本サッカー選手権大会：2回（2020年、2023年）

ヴィッセル神戸
- J1リーグ：1回（2024年）
- 天皇杯 JFA 全日本サッカー選手権大会：1回（2024年）

### 代表
- EAFF E-1サッカー選手権（2025年）

### 個人
ヴィッセル神戸
- Jリーグ優秀選手賞：1回（2024年）
- Jリーグ月間ベストゴール（J1）：1回（2025年5月度）

## 代表歴
- U-15日本代表
  - AFC U-16選手権インド2016 予選（2015年）
  - バル・ド・マルヌU-16国際親善トーナメント（2015年）
- U-16日本代表
  - スポーツ・フォー・トゥモロー（SFT）プログラム 中央アジア・日本 U-16サッカー交流（2016年）
  - サニックス杯国際ユースサッカー大会（2016年）
  - International Youth (U-17) Four Countries Football Tournament（2016年）
  - U-16 インターナショナルドリームカップ2016 JAPAN Presented by JFA（2016年）
  - AFC U-16選手権インド 2016（2016年）
- U-17日本代表
  - 第21回国際ユースサッカー in 新潟大会（2017年）
  - 第24回バツラフ・イェジェク国際ユーストーナメント（2017年）
  - FIFA U-17ワールドカップ（2017年）
- U-18日本代表
  - 第24回リスボン国際トーナメントU-18（2018年）
  - SBSカップ 国際ユースサッカー（2018年）
- U-19日本代表
  - インドネシア遠征（2018年）
  - メキシコ遠征（2018年）
  - AFC U-19選手権（2018年）
  - ブラジル遠征（2018年）
- U-20日本代表
  - 欧州遠征（2019年）
  - FIFA U-20ワールドカップ（2019年）
- 日本代表
  - EAFF E-1サッカー選手権（2025年）

### 試合数
- 国際Aマッチ 2試合 0得点（2025年 - ）

| 日本代表 | 国際Aマッチ | 国際Aマッチ |
| 年       | 出場        | 得点        |
| -------- | ----------- | ----------- |
| 2025     | 2           | 0           |
| 通算     | 2           | 0           |

### 出場
| No. | 開催日        | 開催都市 | スタジアム         | 対戦国 | 結果 | 監督   | 大会                       |
| --- | ------------- | -------- | ------------------ | ------ | ---- | ------ | -------------------------- |
| 1.  | 2025年7月8日  | 龍仁     | 龍仁ミルスタジアム | 香港   | ○6-1 | 森保一 | EAFF E-1サッカー選手権2025 |
| 2.  | 2025年7月15日 | 龍仁     | 龍仁ミルスタジアム | 韓国   | ○1-0 | 森保一 | EAFF E-1サッカー選手権2025 |